# Kinesflickans hämnd
Kinesflickans hämnd (engelska: The Bitter Tea of General Yen) är en amerikansk dramafilm från 1933 i regi av Frank Capra. Filmen bygger på en roman av Grace Zaring Stone och i huvudrollerna ses Barbara Stanwyck och Nils Asther.

## Handling
Amerikanskan Megan Davis (Barbara Stanwyck) anländer till Shanghai för att gifta sig med missionären Robert Strike. Kinesiska inbördeskriget är i full gång och de äktenskapliga planerna får tillfälligt vänta så att paret kan ingripa i en nödsituation på ett barnhem. Under kaotiska omständigheter blir de båda slagna medvetslösa och tappar bort varandra. Megan vaknar senare upp som gäst hos den kallblodige men charmige generalen och krigsherren Yen (Nils Asther) och ses efter av dennes konkubin, Mah-Li. Hon träffar också en amerikan, Jones, som har skumma affärer med generalen. Megan drömmer mardrömmar om hur hon attraheras av den kinesiske generalen och inser snart att hon attraheras av honom i verkligheten också. När det visar sig att Mah-Li sålt information till Yens fiender ingriper Megan för att förhindra att hon avrättas.

## Om filmen
Kinesflickans hämnd blev inte framgångsrik. Det var den första film som visades på det nya Radio City Music Hall i New York men där visades den bara i åtta dagar. Filmen, som gjordes innan produktionskoden trädde i kraft, var tidig med att skildra sexuell attraktion över rasgränserna och Stanwyck och andra har menat att rasism var en orsak till att filmen blev en flopp. För en modern publik kan det tyckas mer märkligt att filmens kinesiska titelfigur spelas av en sminkad svensk, men nutida recensenter har också hyllat filmen för sin skildring av skilda kulturella, sociala och religiösa värden och påpekat att inte bara den orientaliska utan även den kristna moralen ifrågasätts i filmen. År 2000 inkluderade den brittiske filmkritikern Derek Malcolm Kinesflickans hämnd på sin lista över tidernas hundra bästa filmer. Leonard Maltin's Movie Guide ger filmen sitt näst högsta betyg, 3,5 stjärnor av 4. Filmen är även med i samtliga upplagor av 1001 filmer du måste se innan du dör.

## Rollista
- Barbara Stanwyck - Megan Davis
- Nils Asther - General Yen
- Walter Connolly - Jones
- Toshia Mori - Mah-Li
- Gavin Gordon - Dr. Robert Strike
- Lucien Littlefield - Mr. Jackson
- Richard Loo - Capt. Li
- Helen Jerome Eddy - Miss Reed
- Emmett Corrigan - Biskop Harkness
- Clara Blandick - Mrs. Jackson (ej krediterad)
- Ella Hall - Mrs. Amelia Hansen (ej krediterad)